# Artense

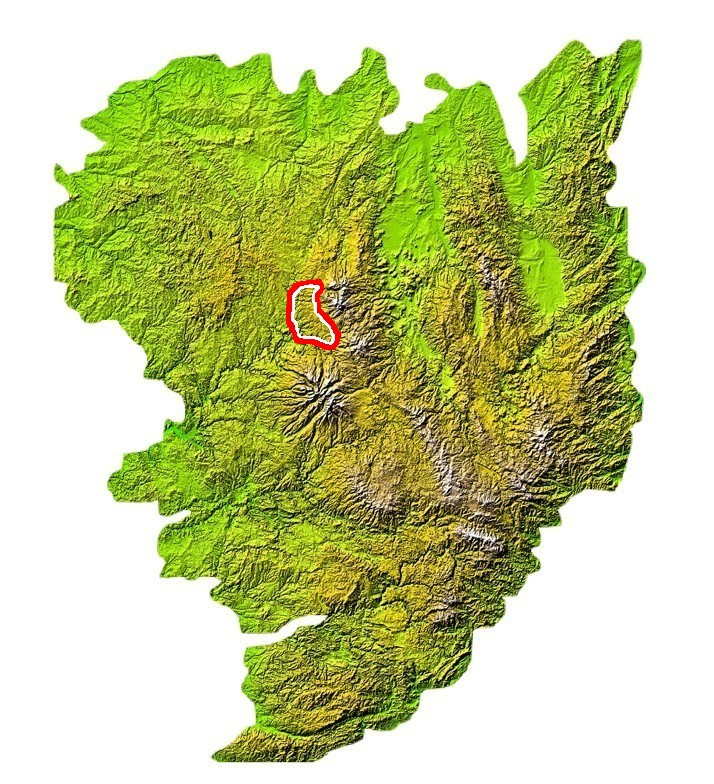
L'Artense all'interno del Massiccio Centrale

L'Artense è una regione naturale dell'Alvernia, in Francia, che si estende nella parte centro-occidentale del Massiccio Centrale, tra i dipartimenti del Cantal e del Puy-de-Dôme.
Con una superficie di circa 445 km² i comuni che ne fanno parte sono sedici: Avèze, Bagnols, Cros, Larodde, Saint-Donat, Saint-Genès-Champespe, Tauves, La Tour-d'Auvergne, Beaulieu, Lanobre, Antignac, Champs-sur-Tarentaine-Marchal, Trémouille (Cantal), Montboudif, Saint-Étienne-de-Chomeil, Trémouille-Saint-Loup